# Sayonara
Sayonara é um filme estadunidense de 1957, do gênero drama, dirigido por Joshua Logan e com roteiro baseado em romance de James A. Michener.

## Sinopse
O major Lloyd Gruver, que sempre fora contra o casamento entre militares estadunidenses e mulheres japonesas, fica frente a um dilema ao se apaixonar por uma dessas mulheres, tendo que enfrentar os tabus da época e os seus próprios preconceitos.

## Elenco
- Marlon Brando .... major Lloyd Gruver
- Patricia Owens .... Eileen Webster
- Red Buttons .... Joe Kelly
- Miiko Taka .... Hana-ogi
- Ricardo Montalban .... Nakamura
- Martha Scott .... sra. Webster
- Miyoshi Umeki .... Katsumi
- James Garner .... capitão Bailey
- Kent Smith .... general Webster
- Douglass Watson .... coronel Crawford
- Reiko Kuba .... Fumiko-San
- Soo Yong .... Teruko-san

## Principais prêmios e indicações
Oscar 1958 (EUA)
- Venceu nas categorias de melhor ator coadjuvante (Red Buttons), melhor atriz coadjuvante (Miyoshi Umeki), melhor direção de arte e melhor som.
- Indicado nas categorias de melhor ator (Marlon Brando), melhor fotografia, melhor diretor, melhor filme, melhor edição e melhor roteiro adaptado.

BAFTA 1959 (Reino Unido)
- Indicado na categoria de melhor ator estreante (Red Buttons).

Globo de Ouro 1959 (EUA)
- Venceu na categoria de melhor ator coadjuvante (Red Buttons).
- Indicado nas categorias de melhor filme - drama, melhor ator - drama (Marlon Brando), melhor diretor de cinema e melhor atriz coadjuvante (Miyoshi Umeki).